# Тай Воффінден

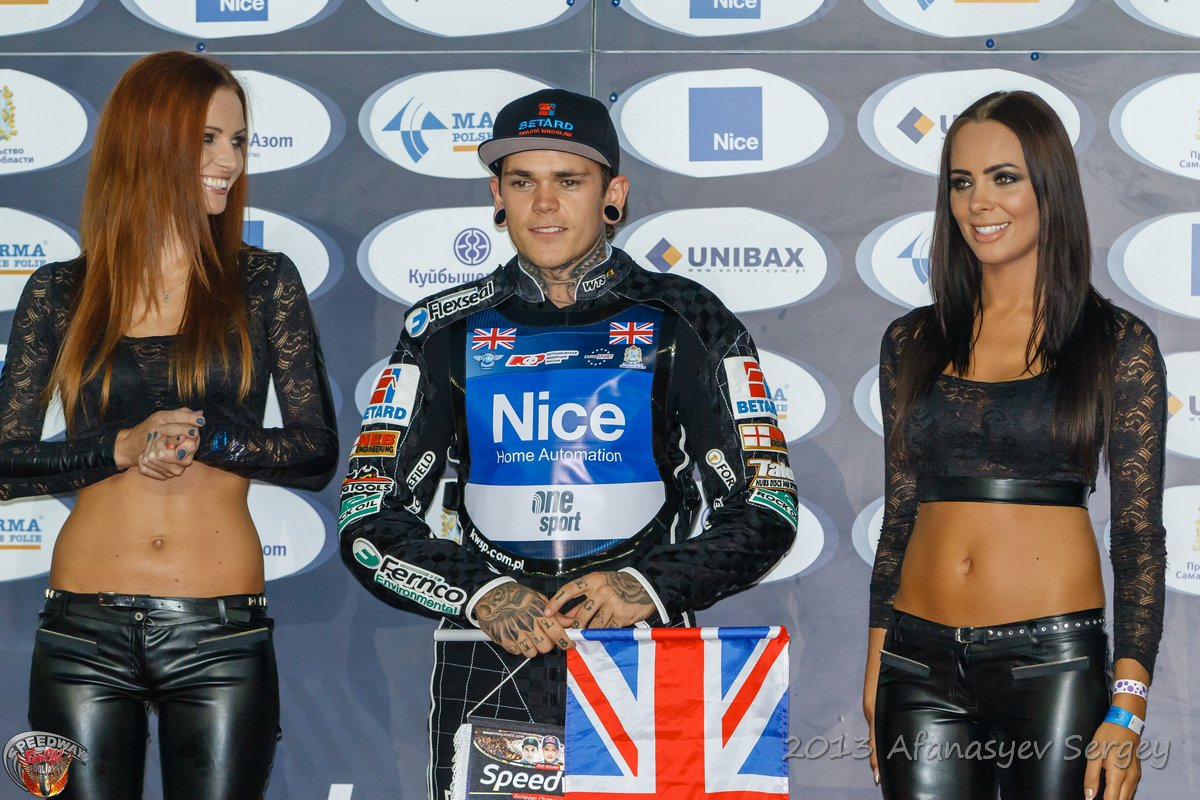
Тай Воффінден. 2013 рік.

Тай Воффінден (нар. 10 серпня 1990 в місті Сканторп, Велика Британія) – англійський  спідвеїст, чемпіон світу зі спідвею 2013 року. У серії Speedway Grand Prix 2013 набрав 151 очко, виграв Гран-Прі  Чехії, здобув срібло на етепах Гран-Прі Італії та Словенії, бронзу на етапах Польщі та Латвії.

## Сім'я
Тай — син спідвеїста Роба Воффіндена, який помер від раку у 2010 році. У інтерв'ю для польської команди WTS Wroclaw Тай зізнався, що саме батько став його ментором і провів найбільший вплив на нього.
"Коли я стояв на подіумі, я подивився на небо і сказав: "Я вірю, що ти був тут, зі мною, тату." Я вірю, що він побачив перемогу, дивлячись на мене із небес."
— Воффінден про здобуття чемпіонського титулу у 2013 році, інтерв'ю для польської команди WTS Sparta Wroclaw.
У пам'ять про покійного батька гонщик зробив собі татуювання на спині у вигляді портрету Роба та його останні слова перед смертю.
Наразі живе у Дербі із матір'ю С'юзан Воффінден та нареченою Фей Капітт, із якою заручився у квітні 2015 року. Про цю звістку С'юзан повідомила у соціальній мережі Facebook.